# Rookery Nook (film)
Pour les articles homonymes, voir Rookery Nook.
Pour plus de détails, voir Fiche technique et Distribution.
Rookery Nook est un film farce réalisé par Tom Walls, sur un scénario de Ben Travers et sorti en 1930. C'est une adaptation à l'écran de la farce Aldwych du même titre (1926).

## Synopsis
Rhoda Marley cherche un refuge pendant la nuit auprès d'un beau-père tyrannique dans la maison de Gerald Popkiss. Il est seul là-bas, car sa femme est absente. Craignant un scandale, il tente de dissimuler la présence de Rhoda au personnel de maison curieux et à ses beaux-parents, avec l'aide de son cousin Clive. Finalement, tout est expliqué, Gerald et sa femme se réconcilient, et Clive fait équipe avec Rhoda.

## Fiche technique
- Titre : Rookery Nook
- Réalisation : Tom Walls
- Scénario : W. P. Lipscomb et Ben Travers
- Production : Herbert Wilcox
- Sociétés de production : British & Dominions Film Corporation et The Gramophone Company
- Sociétés de distribution : Woolf & Freedman Film Service (Royaume-Uni) et MGM (États-Unis)
- Pays d'origine : Royaume-Uni
- Langue : Anglais
- Format : Noir et blanc
- Genre : Comédie
- Durée : 90 minutes
- Dates de sortie :
  - Angleterre  : 11 février 1930
  - États-Unis : 21 juin 1930

## Distribution
Membres de la distribution qui ont été les créateurs des rôles dans la mise en scène originale :
- Ralph Lynn : Gerald Popkiss
- Tom Walls : Clive Popkiss
- Winifred Shotter : Rhoda Marley
- Mary Brough : Mrs Leverett
- Robertson Hare : Harold Twine
- Ethel Coleridge : Gertrude Twine
- Griffith Humphreys : Putz

Actrices qui n'apparaissaient pas dans la mise en scène originale :
- Doreen Bendix : Poppy Dickey
- Margot Grahame : Clara Popkiss

## Réception
Le film est élu meilleur film britannique de l'année 1930.